# 澳門垃圾會事件
澳門垃圾會事件，是指圍繞澳門立法會的其中一種貶稱「垃圾會」所引起的一系列事件，該名稱是以「立法」的粵語諧音所得。由於澳門立法會親政府的間選和官委議員佔了過半議席，且議員大多為建制派人士，與親中社團、地產界或博彩企業等關係密切，加上當地官員不需要向立法會負責，故一直以來被傳媒和坊間批評是「垃圾會」。
除了傳媒和坊間聲音，前保安司司長張國華、立法會主席曹其真及一些議員也曾使用「垃圾會」一詞，其中民主派議員蘇嘉豪在2018年的一次議程前發言中提到該詞以表示市民對立法會的看法，被前官委議員、現間選議員黃顯輝視為言論侮辱並提出抗議，引起公眾對「垃圾會」一詞的進一步討論。

## 稱呼由來

### 行政主導體制爭議
澳門回歸中國後，行政與立法間權力不平衡的情況更加明顯，行政長官的職權較回歸前澳葡時期的澳門總督的職權為大，例如澳門行政長官可在不須向中華人民共和國政府建議下直接解散立法會，以及限制立法議員的提案權，根據《澳門基本法》規定：「如立法會全體議員三分之一聯合動議，指控行政長官有嚴重違法或瀆職行爲而不辭職，經立法會通過決議，可委托終審法院院長負責組成獨立的調查委員會進行調查。調查委員會如認爲有足夠證據構成上述指控，立法會以全體議員三分之二多數通過，可提出彈劾案，報請中央人民政府決定。」由於由行政長官委任的官委議員不太可能支持通過彈劾案，因此降低了彈劾案獲得通過的可能性。
現時澳門立法會的直選議席不過半數，且立法會的組成傾向親政府立場，民主派議員每當就政府施政出現問題而動議展開聽證程序時都會被大部分建制派及官委議員否決。與受議會監督及問責的香港官員相比，在奉行「行政主導」體制的澳門，當地官員並不需要向立法會負責，造成「有問無責」的情況，故有不滿聲音將立法會稱之為「垃圾會」、「花瓶」或「橡皮圖章」。

### 官委議員制度爭議
澳門回歸前，澳門總督在委任議員上被要求委任人選須在澳門社會有顯著功績及聲譽，即總督和行政長官所委任的議員都應當是「社會中有智慧、才智和美德的優秀人才」。回歸後，行政長官同樣須在選舉結果公佈後觀察選舉結果並進行委任工作，在此政治人才選拔機制中，行政長官需通過委任部分議員在立法會內形成良好的人才使用結構。然而官委議員的素質及認受性在民間備受批評，批評聲音指官委議員為「保皇黨」，指責他們往往為政府的施政失誤辯護，只捍衛自身及權貴利益，與民眾對立，在議會內幾乎每次都對針對政府施政的動議投下反對票，引起社會的不滿。此外，第七屆澳門立法會（2017年-2021年）成立後，官委議員的議席大部分被新人取代，且大多為專家學者，他們與上屆的官委議員一樣不向政府作任何質詢。
前澳門理工學院教授蘇文欣表示，按照民主發展的常識，廢除官委議員是讓澳門特區民主政制走向發展的必須首要條件，其次是逐步削減間選議席，最終達至立法會議員由全民普選，他又指如果澳門拒絕接受普世認知的民主政制，堅持去走「有澳門特色的民主制度」，那就沒有繼續討論的意義。此外，他指出立法會被市民稱為「垃圾會」是因為市民對立法會有諸多不滿，例如重要的民生法案往往被拖延，讓市民感覺不到立法會起到應有的作用。另外，他亦指出若要改變社會對立法會的印象及觀感，就要從改變立法會委任及間選議員佔多數的現狀，因為現時的結構變相令立法會很難去監督政府。

## 相關事件

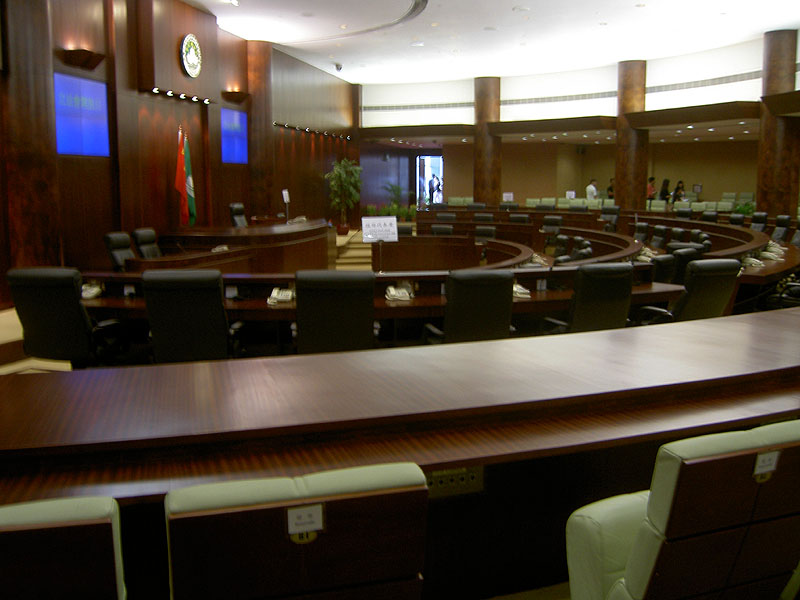
澳門立法會全體會議廳

2018年7月30日，立法會以24票贊成、5票反對一般性通過政府提出的具有爭議性的《設立市政署》法案，法案通過後，將來的市政諮詢委員將全數由行政長官委任。投下反對票的議員認為法案是民主倒退和對《基本法》條文的扭曲，而政府則認為民選市政諮詢委員不符合《基本法》規定。法案表決後，直選議員蘇嘉豪在發表聲明並叫口號：「還我市政代表，民選市政代表！還我市政民主，扼殺市政民主可恥！」
8月7日，龐川、柳智毅、邱庭彪、馮家超、胡祖杰和陳華強等七名官委及兩名間選議員共九人在立法會上不點名批評和譴責蘇嘉豪，分別指責他「輸打贏要」、「以所謂『民主』之名，採取激進的方式，聲嘶力竭地在莊嚴的議事堂上叫囂」、將「鄰近地區（指香港）一些劣質的議會文化，或街頭遊行示威文化帶入議會」和「不尊重其他議員，不尊重民主議會制度」。會議結束後，蘇嘉豪在接受傳媒訪問時說直選議員用較大聲量等方式表達竟然被完全沒有民意成份的官委議員批評，又說民主價值既要少數服從多數，故會尊重和包容從民意角度看屬於「少數」的官委議員的意見，又指由政府委任的官委議員的發言是向政府負責。
數天後，蘇嘉豪於13日在立法會大會議程前發言，說回歸前官委議員制度的設立是為了保護作為「宗主國」的葡萄牙的既得利益，回歸後，作為「殖民地的遺物」、「助長立法會繼續成為市民口中的垃圾會」的官委議員制度沒有保留的必要，又說當討論澳葡年代市政民主時，官委議員以「不要走回舊路」反駁，但又雙重標準地堅持保留澳葡年代維持「行政霸道」的委任制度。他又指行政長官特首一人有權委任七名官委議員是對民主的最大侮辱，主張所有自認「愛國愛澳」的人們都應該支持將殖民地遺留的官委制度廢除。直選建制派議員宋碧琪在隨後不點名批評蘇嘉豪沒有尊重立法會議員，又說取消官委制度的主張違反《基本法》，曾任官委議員的間選議員黃顯輝認為蘇嘉豪的發言使用到了「垃圾會」字眼是侮辱了立法會，並對此提出抗議。
立法會主席賀一誠把黃顯輝提出的抗議交給章程及任期委員會研究，其後賀一誠揶揄蘇嘉豪「裝清高」，反問他「何苦偏偏要爭取入垃圾堆，讓自己都變成垃圾的一份子」。蘇嘉豪後來回應賀一誠的言論，他認同自己被選為立法會議員當然是成為市民口中的垃圾一員，表示正因如此他更應大力鞭撻自己和自我批評，又表示如果他在當選立法會議員前罵立法會，但成為立法會議員後不再對立法會作出批評便是「護短」的行為。此外，他認為即使章程及任期委員會判定他引用「垃圾會」一詞是侮辱，市民也不會因此而不再使用「垃圾會」一詞，認為相關做法是「自欺欺人」和「掩耳盜鈴」的行為。

### 評論
《南華早報》有評論文章批評沒有經過直接選舉的七名「傲慢的」委任議員和兩名間選議員在立法會中向民選議員講授民主是一個「大笑話」，又指曲解民主意義的非民選議員作出的集體譴責沒有說服力，指出只要沒有普選，荒謬和不合邏輯的事永遠不會在澳門立法會中消失。
澳門理工學院退休教授、時事評論員蘇文欣說，蘇嘉豪無論採取甚麼行動，傳統陣營都會向他作出攻擊以及利用一切手段來詆毀他。他指出，正在走鋼絲的蘇嘉豪需要萬事小心，因為傳統陣營不會放過任何可以將他驅逐出立法會的機會。儘管如此，對蘇嘉豪的攻擊可能不會給傳統陣營帶來好處，因為即使一些不看好蘇嘉豪的市民也會質疑為何要如此打壓一個反映市民心中所想的議員。
直選議員高天賜說立法會主席賀一誠把黃顯輝提出的抗議交給章程及任期委員會研究的決定令人驚訝，認為他應該讓蘇嘉豪對相關言論作出解釋。他亦補充指出前保安司司長張國華多次說立法會是垃圾會。